# The Master and the Musician
The Master and The Musician é o primeiro álbum inteiramente instrumental lançado por Phil Keaggy em 1978 pela NewSong Records.
O álbum foi relançado em 1989 pela Myrrh Records, com uma faixa bônus. No final de 2007 foi realizado o lançamento do álbum duplo comemorativo dos 30 anos do álbum, com as gravações originais remasterizadas e diversos bônus.

## Contexto histórico
Lançado em 1978, o álbum que se tornaria o mais vendido e uma das obras primas do músico americano, agrega influências do rock, jazz e folk em composições instrumentais que refletem a atmosfera profissional e pessoal pela qual Phil Keaggy passava no momento, que incluía uma atarefada agenda e a perda por sua esposa de cinco bebês. Sobre isso ele declara:
| “ | Eu cheguei às gravações desencorajado, sem saber o que estava realmente fazendo. Eu não sabia o que cantar. Não havia nada a dizer. É por isso que o álbum tem sua forma particular; ele é muito especial para mim. | ” |

Na ocasião, o meio musical cristão via a música como uma ferramenta de evangelismo, e um álbum exclusivamente instrumental era considerado um tanto avançado. Desse modo, com a finalidade de amarrar as músicas, foi agregada ao álbum uma história alegórica escrita por Stewart Scadron-Wattles e inspirada em C. S. Lewis, Tolkien, e George MacDonald. No relançamento do álbum, em 1988, a história acabou por fim descartada. Phil Keaggy queria que as pessoas retirassem suas imagens diretamente da música. Os títulos das músicas, muitos deles relacionados com a história, no entanto foram mantidos.

## Aspectos musicais
Estilisticamente o álbum soma à diversificada atmosfera musical dos anos 70, com rock e jazz da época, uma certa temática celta e alguma inclinação à nascente música de louvor e adoração trazida da comunidade cristã onde Keaggy era ativo participante.

## Faixas
O disco 1 inclui as faixas originais mais o bônus de 1989 (Epilogue / Amazing Grace).
Disco 1
- Pilgrim’s Flight
- Agora (The Marketplace)
- The Castle’s Call
- Wedding in the Country Manor
- Suite Of Reflections
- Golden Halls
- Mouthpiece
- Follow Me Up
- Jungle Pleasures
- Deep Calls Unto Deep
- Medley:  Evensong, Twilight, Forever Joy
- The High and Exalted One
- Epilogue / Amazing Grace

Disco 2
- Pilgrim’s Flight (outtake)
- Commentary on The Master & The Musician
- Is it running bro?
- Blue Likes Jazz
- The King’s Eye
- Deepness
- Deeper Still
- Finding A Moment
- A Somber Note
- Rise Up O Muso
- Interview with Gary Hedden
- Suite Of Reflections – front L-R Mix
- Suite Of Reflections – rear L-R Mix
- Forever Joy – front L-R Mix
- Forever Joy – rear L-R Mix
- Deep Calls Unto Deep – front L-R Mix
- Deep Calls Unto Deep – rear L-R Mix